# Gräsbrosking
Gräsbrosking (Marasmiellus tricolor) är en svampart som först beskrevs av Alb. & Schwein., och fick sitt nu gällande namn av Rolf Singer 1946. Enligt Catalogue of Life ingår Gräsbrosking i släktet Marasmiellus,  och familjen Marasmiaceae, men enligt Dyntaxa är tillhörigheten istället släktet Marasmiellus,  och familjen Omphalotaceae. Arten är reproducerande i Sverige. Inga underarter finns listade i Catalogue of Life.